# Filemó i Baucis
|  | Pe a altres significats vegeu Baucis |

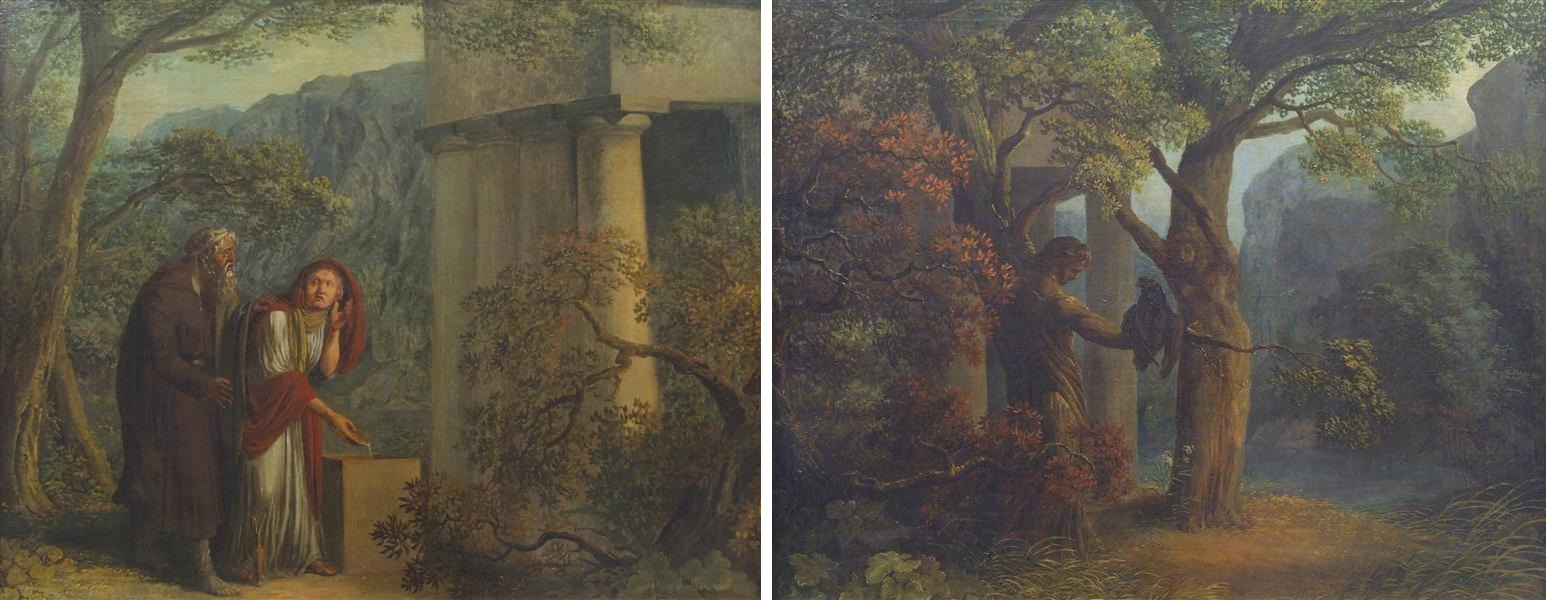
Janus Genelli - Filemó i Baucis

Filemó (en grec antic Φιλήμων) i Baucis (Βαυκίς), són dos personatges de la mitologia romana que apareixen a Les Metamorfosis d'Ovidi com a exemple d'hospitalitat.
Filemó era un pagès molt pobre, casat amb Baucis, una dona frígia. Un dia van acollir a la seva cabana dos viatgers que recorrien Frígia. Eren Zeus i Hermes que visitaven la Terra disfressats de captaires. Els altres habitants de la regió no havien volgut acollir els dos estrangers, i només aquell matrimoni els va obrir la porta. El déus, enfurismats, van enviar un diluvi a tot el país, que va respectar la casa dels dos ancians. La barraca es va transformar en un temple. Zeus i Hermes els van voler concedir un desig, i ells van demanar ''Morir al mateix instant''. Els déus els van deixar arribar a molt, molt vells, i, quan va ser el moment, els van satisfer l'anhel, transformant-los tots dos alhora: Baucis en un til·ler, Filemó en una alzina, que s'aixecaven junts davant del temple que abans havia estat la seva cabana.
Aquest mite fa referència a la xenofília, l'amor (φιλία) als estrangers (ξένος), el contrari de xenofòbia. La llegenda de Filemó i Baucis fa referència en la literatura com a exemple de l'amor que sobreviu a la vellesa i dura fins a la mort. Goethe, Proust i Beckett van fer versions d'aquesta història. També va inspirar grans pintors com Rubens i Rembrandt i músics, com Gounod (òpera Baucis i Filemó).
Al cinturó d'asteroides del sistema solar n'hi ha un que duu el nom de Baucis.